# سهام کلاس بی
سهام کلاس بی (انگلیسی: Class B share) نوع خاصی از سهام است که اغلب توسط شرکت‌ها به عنوان بخشی از ساختار سهامی پیچیده ارائه می‌شود. این نوع سهام معمولاً با حقوق و مزایای مختلفی نسبت به سهام کلاس A یا دیگر کلاس‌ها همراه است. برای مثال، سهام کلاس B ممکن است حق رای کمتری نسبت به سهام کلاس A داشته باشد، اما ممکن است مزایایی مانند سود تقسیمی ثابت داشته باشد.
در برخی شرکت‌ها مانند متا (فیسبوک) و آلفابت (گوگل)، ساختار سهامی کلاس A و B به گونه‌ای طراحی شده که مؤسسان و مدیران اجرایی کنترل بیشتری بر تصمیم‌گیری‌های شرکت داشته باشند، زیرا سهام کلاس B حق رای بیشتری دارند (معمولاً چندین برابر سهام کلاس A). به این ترتیب، افراد کلیدی شرکت می‌توانند بدون نیاز به مالکیت اکثر سهام، همچنان کنترل تصمیم‌گیری‌ها را در دست داشته باشند.

## تمایز با سهام‌های دیگر
سهام‌های کلاس A و کلاس B معمولاً به دلیل تفاوت در حق رای و حقوق مالکیت از هم متمایز می‌شوند. این دو نوع سهام برای ایجاد یک تعادل بین کنترل مدیریتی و جذب سرمایه‌گذاری به کار می‌روند. در اینجا به تفاوت‌های اصلی این دو نوع سهام می‌پردازیم:

### حق رای
سهام کلاس A معمولاً با حق رای بیشتری همراه است. در بسیاری از شرکت‌ها، سهام‌داران کلاس A حق رای بیشتری برای تصمیم‌گیری‌های مدیریتی و انتخاب اعضای هیئت مدیره دارند. این نوع سهام اغلب به سرمایه‌گذاران عمومی عرضه می‌شود.
سهام کلاس B به‌طور معمول، سهام کلاس B حق رای کمتری دارد یا حتی ممکن است اصلاً حق رای نداشته باشد. در برخی موارد، حق رای این نوع سهام به مقدار معینی محدود می‌شود. این نوع سهام اغلب برای کارکنان یا سرمایه‌گذاران خاصی در نظر گرفته می‌شود.

### قیمت و ارزش
سهام کلاس A به دلیل حق رای بیشتر و دسترسی به مزایای مدیریتی، ممکن است گران‌تر از سهام کلاس B باشد.
سهام کلاس B ممکن است قیمت کمتری داشته باشد، زیرا به دلیل حق رای کمتر، کنترل کمتری بر تصمیمات مدیریتی ارائه می‌دهد.

### ساختار سهامی در شرکت‌های بزرگ
در برخی شرکت‌ها، مانند متا (فیسبوک) یا آلفابت (شرکت مادر گوگل)، سهام کلاس B به مدیران ارشد و بنیان‌گذاران اختصاص داده می‌شود و این افراد با داشتن تعداد کمتر از سهام، می‌توانند کنترل مدیریتی بیشتری داشته باشند. برای مثال، در متا، مارک زاکربرگ با داشتن سهام کلاس B که دارای حق رای بالاتری است، کنترل عمده‌ای بر تصمیم‌گیری‌های کلان شرکت دارد.

### تقسیم سود (دیویدند)
در برخی شرکت‌ها، سهام کلاس A و B ممکن است از نظر دریافت سود سهام (دیویدند) نیز تفاوت داشته باشند. به عنوان مثال، سهام کلاس B ممکن است به‌طور ثابت یا متغیر سود کمتری دریافت کند.

### جمع‌بندی
سهام کلاس A معمولاً با قدرت رای‌دهی بیشتر و در نتیجه کنترل بیشتر در شرکت همراه است، در حالی که سهام کلاس B ممکن است به سرمایه‌گذاران یا کارکنان خاصی اختصاص داده شود و قدرت رای‌دهی کمتری داشته باشد. شرکت‌ها این ساختار را برای حفظ کنترل مدیریتی در دست بنیان‌گذاران و مدیران ارشد طراحی می‌کنند، در حالی که به سرمایه‌گذاران عمومی نیز اجازه مشارکت در سهام را می‌دهند.